# Haptodontinae
Haptodontinae (лат.) — вымершее подсемейство хищных синапсид. Наиболее примитивные из сфенакодонтов. Известны из позднего карбона — ранней перми Северной Америки и Европы. Животные средних размеров (длиной до 1,5—2 метров). Череп высокий, короткий, зубы мощные. «Паруса» нет. По образу жизни напоминали современных хищных ящериц, обитали в тропических лесах. Обычно выделяют лишь один род Haptodus. Тем не менее, иногда род разделяют на 4 рода (подрода).
- Haptodus (H. baylei, из позднего карбона — ранней перми Западной Европы, длиной до 2 метров). Сюда относится также самый примитивный и мелкий вид — H. garnettensis из позднего карбона (касимовский ярус) в штате Канзас США. Длина до 60 см[1][2].
- Hypselohaptodus (ранняя пермь западной Европы). Выделен из рода Haptodus в 2019 году[3].

Haptodontinae могут быть исходной группой для происхождения не только настоящих сфенакодонтов (таких, как диметродон), но и терапсид. Не исключено, что «пеликозавр» тетрацератопс близок к Haptodontinae.